# Milagros Sequera
Pour les articles homonymes, voir Sequera.
Milagros Sequera Huss (née le 30 septembre 1980 à San Felipe, État d'Yaracuy) est une joueuse de tennis vénézuélienne, professionnelle depuis janvier 1999. Sa surface de prédilection est le dur. Elle réside à San Diego et est entraînée par Larry Willens.
À ce jour, elle a gagné quatre titres sur le circuit WTA, dont 3 en double. Elle a décroché son premier titre en simple en mai 2007 lors du tournoi GP SAR La Princesse Lalla Meryem.

## Palmarès

### Titre en simple dames
| No | Date       | Nom et lieu du tournoi         | Catégorie | Dotation  | Surface      | Finaliste          | Score    |          |
| -- | ---------- | ------------------------------ | --------- | --------- | ------------ | ------------------ | -------- | -------- |
| 1  | 14/05/2007 | GP Princesse Lalla Meryem, Fès | Tier IV   | 145 000 $ | Terre (ext.) | Aleksandra Wozniak | 6-1, 6-3 | Parcours |

### Finale en simple dames
| No | Date       | Nom et lieu du tournoi | Catégorie | Dotation  | Surface         | Vainqueure      | Score         |          |
| -- | ---------- | ---------------------- | --------- | --------- | --------------- | --------------- | ------------- | -------- |
| 1  | 27/10/2003 | Challenge Bell, Québec | Tier III  | 170 000 $ | Moquette (int.) | Maria Sharapova | 6-2, 0-0, ab. | Parcours |

### Titres en double dames
| No | Date       | Nom et lieu du tournoi                  | Catégorie | Dotation  | Surface      | Partenaire  | Finalistes                          | Score          |          |
| -- | ---------- | --------------------------------------- | --------- | --------- | ------------ | ----------- | ----------------------------------- | -------------- | -------- |
| 1  | 01/03/2004 | Abierto Mexicano Movistar Acapulco      | Tier III  | 170 000 $ | Terre (ext.) | Lisa McShea | Olga Blahotova Gabriela Navrátilová | 2-6, 7-65, 6-4 | Parcours |
| 2  | 17/05/2004 | Internationaux de Strasbourg Strasbourg | Tier III  | 170 000 $ | Terre (ext.) | Lisa McShea | Tina Križan Katarina Srebotnik      | 6-4, 6-1       | Parcours |
| 3  | 14/06/2004 | Ordina Open Bois-le-Duc                 | Tier III  | 170 000 $ | Gazon (ext.) | Lisa McShea | Jelena Kostanić Claudine Schaul     | 7-6, 6-3       | Parcours |

### Finale en double dames
| No | Date       | Nom et lieu du tournoi | Catégorie | Dotation  | Surface      | Vainqueures                     | Partenaire  | Score    |          |
| -- | ---------- | ---------------------- | --------- | --------- | ------------ | ------------------------------- | ----------- | -------- | -------- |
| 1  | 07/06/2004 | DFS Classic Birmingham | Tier III  | 170 000 $ | Gazon (ext.) | Maria Kirilenko Maria Sharapova | Lisa McShea | 6-2, 6-1 | Parcours |

## Parcours en Grand Chelem

### En simple dames
| Année | Open d'Australie | Open d'Australie | Internationaux de France | Internationaux de France | Wimbledon       | Wimbledon          | US Open         | US Open         |
| ----- | ---------------- | ---------------- | ------------------------ | ------------------------ | --------------- | ------------------ | --------------- | --------------- |
| 2002  | -                | -                | 1er tour (1/64)          | Patty Schnyder           | -               | -                  | -               | -               |
| 2003  | -                | -                | -                        | -                        | 1er tour (1/64) | Conchita Martínez  | 2e tour (1/32)  | Paola Suárez    |
| 2004  | 1er tour (1/64)  | M.E. Camerin     | 1er tour (1/64)          | Paola Suárez             | 2e tour (1/32)  | Tatiana Perebiynis | 1er tour (1/64) | Kristina Brandi |
| 2005  | -                | -                | -                        | -                        | 1er tour (1/64) | M. Vento-Kabchi    | -               | -               |
| 2006  | -                | -                | -                        | -                        | -               | -                  | 1er tour (1/64) | Nicole Pratt    |
| 2007  | 2e tour (1/32)   | Nicole Vaidišová | 2e tour (1/32)           | Serena Williams          | 3e tour (1/16)  | Serena Williams    | -               | -               |
| 2008  | -                | -                | 2e tour (1/32)           | Dominika Cibulková       | 1er tour (1/64) | V. Ruano Pascual   | -               | -               |

À droite du résultat, l’ultime adversaire.

### En double dames
| Année | Open d'Australie            | Open d'Australie            | Internationaux de France    | Internationaux de France   | Wimbledon                     | Wimbledon                 | US Open                    | US Open                     |
| ----- | --------------------------- | --------------------------- | --------------------------- | -------------------------- | ----------------------------- | ------------------------- | -------------------------- | --------------------------- |
| 2002  | -                           | -                           | -                           | -                          | 1er tour (1/32) R. Kolbovic   | N. Dechy Meilen Tu        | -                          | -                           |
| 2003  | 2e tour (1/16) Alice Canepa | S. Kuznetsova Navrátilová   | 2e tour (1/16) Vanessa Webb | N. Dechy Émilie Loit       | 3e tour (1/8) M. Washington   | María Vento A. Widjaja    | 1er tour (1/32) S. Reeves  | Kim Grant B. Stewart        |
| 2004  | 2e tour (1/16) Gisela Dulko | V. Ruano Paola Suárez       | 2e tour (1/16) Lisa McShea  | J. Husárová C. Martínez    | 1er tour (1/32) Lisa McShea   | W. Prakusya T. Tanasugarn | 2e tour (1/16) M. Camerin  | L. Granville İpek Şenoğlu   |
| 2005  | 3e tour (1/8) Meilen Tu     | S. Kuznetsova Alicia Molik  | 1er tour (1/32) Meilen Tu   | B. Stewart S. Stosur       | 3e tour (1/8) M. Bartoli      | Likhovtseva V. Zvonareva  | 1er tour (1/32) M. Bartoli | V. Dushevina Shahar Peer    |
| 2006  | 1er tour (1/32) M. Salerni  | Li Na Peng Shuai            | -                           | -                          | -                             | -                         | 2e tour (1/16) Camille Pin | A. Harkleroad G. Voskoboeva |
| 2007  | 1er tour (1/32) Meilen Tu   | A. Harkleroad G. Voskoboeva | 1er tour (1/32) M. Bartoli  | V. Dushevina T. Perebiynis | 1er tour (1/32) Olga Puchkova | Likhovtseva Sun Tiantian  | -                          | -                           |

Sous le résultat, la partenaire ; à droite, l’ultime équipe adverse.

### En double mixte
| Année | Open d'Australie           | Open d'Australie           | Internationaux de France | Internationaux de France | Wimbledon                    | Wimbledon              | US Open | US Open |
| ----- | -------------------------- | -------------------------- | ------------------------ | ------------------------ | ---------------------------- | ---------------------- | ------- | ------- |
| 2003  | -                          | -                          | -                        | -                        | 1/2 finale Jordan Kerr       | An. Rodionova Andy Ram | -       | -       |
| 2004  | -                          | -                          | -                        | -                        | 2e tour (1/16) Wayne Arthurs | L. Davenport Bob Bryan | -       | -       |
| 2005  | 1er tour (1/16) Todd Perry | Liezel Huber Kevin Ullyett | -                        | -                        | -                            | -                      | -       | -       |

Sous le résultat, le partenaire ; à droite, l’ultime équipe adverse.

## Parcours aux Jeux olympiques

### En simple dames
| # | Date       | Nom de l'olympiade         | Surface    | Résultat        | Ultime adversaire | Score         |          |
| - | ---------- | -------------------------- | ---------- | --------------- | ----------------- | ------------- | -------- |
| 1 | 11/08/2008 | Olympic Tennis Event Pékin | Dur (ext.) | 1er tour (1/32) | Alona Bondarenko  | 3-6, 0-1, ab. | Parcours |

### En double dames
| # | Date       | Nom de l'olympiade          | Surface    | Résultat      | Partenaire         | Ultimes adversaires          | Score         |          |
| - | ---------- | --------------------------- | ---------- | ------------- | ------------------ | ---------------------------- | ------------- | -------- |
| 1 | 19/09/2000 | Olympic Tennis Event Sydney | Dur (ext.) | 1/4 de finale | María Vento-Kabchi | Els Callens Dominique Monami | 6-4, 5-7, 6-4 | Parcours |

## Parcours en Fed Cup
| #                                                                    | Date       | Lieu                       | Surface      | Gagnante(s)                              | Perdante(s)                         | Score         |          |
|                                                                      |            |                            |              |                                          |                                     |               |          |
| 1998 - Barrage (groupe mondial II) - Biélorussie - Venezuela - 4 : 1 |            |                            |              |                                          |                                     |               |          |
| 1                                                                    | 25/07/1998 | Minsk                      | Dur (int.)   | Natasha Zvereva                          | Milagros Sequera                    | 6-1, 6-2      | Parcours |
| 1                                                                    | 25/07/1998 | Minsk                      | Dur (int.)   | Olga Barabanschikova                     | Milagros Sequera                    | 6-3, 6-2      | Parcours |
| 1                                                                    | 25/07/1998 | Minsk                      | Dur (int.)   | Olga Barabanschikova Nadejda Ostrovskaya | Milagros Sequera María Vento-Kabchi | 7-5, 6-3      | Parcours |
|                                                                      |            |                            |              |                                          |                                     |               |          |
| 2001 - Barrage (groupe mondial I) - Venezuela - Croatie - 1 : 4      |            |                            |              |                                          |                                     |               |          |
| 2                                                                    | 21/07/2001 |                            | Terre (ext.) | Milagros Sequera                         | Matea Mezak                         | 3-6, 6-3, 6-1 | Parcours |
| 2                                                                    | 21/07/2001 | Jelena Kostanić            | Terre (ext.) | Milagros Sequera                         | 4-6, 6-1, 6-4                       |               | Parcours |
| 2                                                                    | 21/07/2001 | Sanda Mamic Karolina Šprem | Terre (ext.) | M. Francesca Milagros Sequera            | 6-3, 4-6, 6-3                       |               | Parcours |

## Classements WTA en fin de saison

### En simple
| Année | 1995 | 1996 | 1997 | 1999 | 2000 | 2001 | 2002 | 2003 | 2004 | 2005 | 2006 | 2007 | 2008 |
| Rang  | 874  | 599  | 528  | 193  | 139  | 153  | 118  | 76   | 142  | 150  | 101  | 74   | 207  |

Source : (en) « Classements de Milagros Sequera », sur le site officiel du WTA Tour

### En double
| Année | 1996 | 1997 | 1999 | 2000 | 2001 | 2002 | 2003 | 2004 | 2005 | 2006 | 2007 | 2008 |
| Rang  | 766  | 369  | 253  | 205  | 167  | 132  | 53   | 35   | 96   | 94   | 250  | 798  |

Source : (en) « Classements de Milagros Sequera », sur le site officiel du WTA Tour